# Svinhults distrikt
Svinhults distrikt är ett distrikt i Ydre kommun och Östergötlands län. 
Distriktet ligger i södra delen av kommunen. 

## Tidigare administrativ tillhörighet
Distriktet inrättades 2016 och utgörs av socknen Svinhult i Ydre kommun.
Området motsvarar den omfattning Svinhults församling hade vid årsskiftet 1999/2000.